# −5
−5（マイナスご）は、負の整数の1つであり、−6 の次で −4 の前の数である。

## 性質
- −5 は負の整数の中で5番目に大きい数である。負の奇数としては-3の次に大きい。

## その他 −5 に関すること
- 10−5 を表す日本の単位は忽。
- 西暦マイナス5年は紀元前6年、マイナス5世紀は紀元前6世紀に当たる。
- レユニオンの歴代最低気温記録は-5.0℃。[1]